# Siopili Perez
Siopili Perez (Faipule Siopili Perez), representante del gobierno del atolón de Nukunonu, fue nombrado Jefe de Estado (Ulu o Tokelau) de Tokelau el 23 de febrero de 2015.
En la ceremonia de traspaso de mando, recibió el Tokotoko de manos del Ulu saliente, Faipule Kuresa Nasau.